# Totrodrou
Totrodrou est une localité de l'ouest de la Côte d'Ivoire et appartenant au département de Kouibly, Région des Dix-Huit Montagnes. La localité de Totrodrou située entre la ville de Man et de Kouibly est un chef-lieu de commune et de sous préfecture.